# Solarolo Rainerio
Solarolo Rainerio é uma comuna italiana da região da Lombardia, província de Cremona, com 958  habitantes. Estende-se por uma área de 11,45 km² , tendo uma densidade populacional de 83,67 hab/km². Faz fronteira com Gussola, Piadena, San Giovanni in Croce, San Martino del Lago, Scandolara Ravara, Voltido.

## Demografia
| Variação demográfica do município entre 1861 e 2011                               |
|                                                                                   |
| Fonte: Istituto Nazionale di Statistica (ISTAT) - Elaboração gráfica da Wikipedia |